# Imposta comunale per l'esercizio di imprese e di arti e professioni
L'imposta comunale per l'esercizio di imprese e di arti e professioni (ICIAP) è stato un tributo istituito in Italia nel 1989 e abolito nel 1º gennaio 1998 a seguito dell'introduzione dell'IRAP.
Fu introdotto con D.L. 2 marzo 1989, n. 66, convertito in legge 24/04/1989 n. 144.
Il decreto legge recava (era intitolato) Disposizioni urgenti in materia di autonomia impositiva degli enti locali e di finanza locale.

## Presupposti
Era presupposto d'imposta l'esercizio di imprese, arti e professioni.

## Soggetti passivi
Soggetti passivi erano:
- le persone fisiche;
- le società di ogni tipo;
- gli enti pubblici e privati;
- i consorzi e altre organizzazioni di persone o di beni.

## Base imponibile
Gli importi base del tributo erano soggetti a variazione in funzione del settore di attività esercitata, della superficie utilizzata per esplicare l'attività, del reddito dichiarato ai fini IRPEF o IRPEG.